# Federico Fellini
Federico Fellini (Rimini, 20. siječnja 1920. – Rim, 31. listopada 1993.), talijanski filmski redatelj i scenarist, jedan od najutjecajnijih redatelja u XX. stoljeću.

## Životopis
Fellinijev otac Urbano (1894. – 1956.) je bio trgovački putnik i trgovac, a u kolovozu 1918. oženio se s Idom Barbiani (1896. – 1984.) po civilnoj ceremoniji (s vjerskim slavljem sljedećeg siječnja). Nakon Fellinijeva rođenja 1920., obitelj je dobila još dvoje djece: sina Riccarda (1921. – 1991.) i kći Mariu Maddalenu (udanu Fabbri; 1929. – 2002.). Urbano Fellini je rodom bio iz Gambettole, gdje je mladi Federico boravio kod svoje bake i djeda nekoliko godina.
Rođen i odgojen u Riminiju, njegova dječačka iskustva kasnije će imati veliku ulogu u nekim njegovim filmovima, kao Vitelloni (1953.), 8½ (1963.) i Amarcord (1973.).  No, ne smije se misliti da su svi Fellinijevi filmovi samo autobiografske anegdote i fantazije. Mnogi intimni prijatelji kao scenaristi Tullio Pinelli i Bernardino Zapponi, kinematograf Giuseppe Rotunno i dizajner Dante Ferretti govorili su da je Fellini jednostavno izmislio neka njegova sjećanja samo kako bi ih prepričao na filmu.
Tijekom Mussolinijevog fašističkog režima, Federico i njegov brat Riccardo bili su članovi Avanguardiste, fašističke mladenačke grupe u koju se svaki adolescentni muškarac morao učlaniti. No, mora se spomenuti da ni Fellini ni njegova obitelj nisu bili fašisti, niti su simpatizirali fašizam. Nakon što se preselio u Rim 1939., Fellini je dobio visoko plaćeni posao kao jedan od urednika popularnog satiričkog lista Marc’Aurelio. U to vrijeme obavio je intervju s Aldom Fabrizijem (1905. – 1990.), koji je kasnije doveo do bliskog prijateljstva i profesionalne suradnje. Kako je Fellini već od 1939. bio u dobi za odsluživanje vojnog roka, morao se poslužiti pametnim smicalicama kako bi ga uspješno izbjegao. Komentirajući ovu turbulentnu epohu, Fellinijev biograf Tullio Kezich rekao je da:
»Iako je Marc’Aurelio period bio sretan, sreća je samo zamaskirala besraman period političke apatije. Mnogi koji su živili tijekom zadnjih godina Mussolinijevog režima osjetili su schizofreničnu dvojbu između službene lojalnosti i slobode humora.«
Godine 1942. Fellini je upoznao Giuliettu Masinu, s kojom se 30. listopada 1943. i vjenčao. Tada je započelo jedno od najkreativnijih filmskih partnerstva u povijesti. Par mjeseci nakon vjenčanja, Masina je pala sa stepenica i dobila pobačaj. Onda, 22. ožujka 1945. rođen je Pierfederico Fellini (nadimak Federichino), no on je preminuo 24. travnja, samo mjesec dana nakon rođenja. Te obiteljske tragedije duboko su utjecale na Fellinijeve, što se ponajviše očitovalo u Cesti (1954.).
Fašistički režim pao je 25. srpnja 1943., a Saveznici su oslobodili Rim 4. lipnja 1944. Tijekom tog euforičnog ljeta, Fellini je sa svojim prijateljem De Setom otvorio trgovinu u kojoj je izrađivao karikature savezničkih vojnika za novac. Baš tu je Roberto Rossellini došao pitati Fellinija za projekt Rim, otvoreni grad (1945.). Rosselini je želio da ga Fellini upozna s Aldom Fabrizijem i surađuje na scenariju (zajedno sa Susom Cecchi D'Amico, Pierom Tellinijem i Albertom Lattuadom). Fellini je prihvatio doprinjevši s nekim gegovima i dijalogom.
Godine 1993. Fellini je dobio Oscara "kao priznanje za njegova kinematografska dostignuća koja su zapanjila i zabavljala publiku diljem svijeta". Iste godine, točnije 31. listopada, Federico Fellini umire u Rimu od srčanog udara, samo dan nakon svoje 50. godišnjice braka. Njegova supruga, Giulietta Masina, preminula je 23. ožujka 1994. od raka pluća. Fellini, Giulietta Masina i njihov sin Pierfederico pokopani su u istoj brončanoj grobnici koju je napravio Arnaldo Pomodoro. Oblikovana kao pramac broda u vodi, grobnica se nalazi na ulazu u groblje u Riminiju.
Međunarodna zračna luka Federico Fellini u Riminiju nazvana je u njegovu čast.

## Redateljska karijera
Luci del varietà (1950.), Fellinijev prvi film, je režiran u suradnji s iskusnijim redateljom Albertom Lattuadom. Film je šarmirajuća pozadinska komedija smještena u svijeti malih putujućih zabavljača, svijet koji je Fellini dobro poznavao nakon rada na Rossellinijevom filmu Paisà (1964.). Dok je samo snimanje filma jako razveselilo tada tridesetogodišnjeg Fellinija, slabe ocjene kritičara i ograničena distribucija razočarali su sve koji su radili na filmu. Produkcijska kuća je bankrotirala, time ostavivši Fellinija i Lattuadu u dugovima koje si otplaćivali desetljećima.
Fellinijev prvi samostalni film bio je Bijeli šejk (1952.). S Albertom Sordijem u glavnoj ulozi, film je revizirana verzija tretmana koje je prvobitno napisao Michelangelo Antonioni 1949. i bazirana na fotoromanzijima, popularnim talijanskim romantičnim stripovima iz tog doba. Producent Carlo Ponti je dao zadatak Felliniju i Tulliju Pinelliju da razviju tretman. Smatrajući scenarij previše zbunjujućim, Antonioni ga je odbio i dao Lattuadi, no i ovaj ga je odbio. Fellini je tada donio odluku da sam režira film.
Na idućem scenariju zajedno s Fellinijem i Pinellijem radio je i dramaturg Ennio Flaiano (koji je pomogao i oko Luci del varietà). Zajedno su razvili danas jako popularnu priču o vjenčanom paru čiji je vanjski izgled poštovanja demoliran fantazijama nezrele supruge (koju je uvjerljivo tumačila Brunella Bovo). Prvi put su, Fellini i njegov skladatelj Nino Rota, radili na glazbi za film. Upoznavši se u Rimu 1945., Fellini i Rota nastavili su suradnju sve do Rotine smrti za vrijeme snimanja zlosretnog Grada žena (1980.). Ova iznimna umjetnička suradnja opisana je kao "razumna, iracionalna i čarobna.".
Veliko otkriće za Fellinija nakon njegovog neorealsitičnog perioda (1950. – 1959.), je djelo Carla Gustava Junga, koga je prvo čitao 1961. pod nadzorom jungovskog psihologa Ernsta Bernharda. Jungove utjecajne ideje o animi i animusu, te uloga tipičnog i kolektivnog nesvjesnog su snažno istraživani u klasicima kao što su 8½ (1963.), Giulietta degli Spiriti (1965.), Satyricon (1969.), Fellinijev Casanova (1976.) i Grad žena (1980.).
Fellinijevi filmovi su naširoko hvaljeni, a čak 4 njegova filma dobila su Oscara za najbolji strani film: Cesta (1954.), Cabirijine noći (1957.), 8½ (1963.) i Amarcord (1973.). Još jedan film, Slatki život (1960.), je jedan od utjecajnijih filmova 1960-ih, te je proglašen kao 6. najbolji film svih vremena od strane Entertainment Weeklyja. Slatki život je i u svakodnevni rječnik uveo riječ paparazzi. Pojam proizlazi iz prezimena prijatelja Marcella Rubinija (igra ga Marcello Mastroianni), koji se u filmu preziva Paparazzo. Godine 1990., Fellini je dobio prestižni Praemium Imperiale nagradu, koju mu je dodijelila Japanska umjetnička asocijacija, a koja se smatra ekvivalentom Nobelove nagrade. Nagrada se dijeli u 5 kategorija: slikarstvo, kiparstvo, arhitektura, glazba i kazalište/film. Među prijašnjim dobitnicima te prestižne nagrade su Akira Kurosava, David Hockney, Pina Bausch i Maurice Béjart.

## Ostali projekti
Godine 1948., Fellini je glumio u Rossellinijevom filmu Il miracolo zajedno s glumicom Annom Magnani. Da bi igrao ulogu tihog varalice kojeg Anna Magnani u filmu zamjeni sa svecem, Fellini je svoju tada crnu kosu morao prebojiti. Fellini je također pisao i scenarije za radio izvedbe i filmove (najviše za Roberta Rossellinija, Pietra Germija, Eduarda De Filippa i Maria Monicellija), ali i nepripojene mu gegove za komičare kao što su Aldo Fabrizi. Kao nadaren karikaturist, Fellini je radio satirične crteže koji su obišli Europu i Sjevernu Ameriku, a danas su mete kolekcionara. Mnoge inspiracije za crteže mogu se naći u njegovim vlastitim snovima dok su filmovi-u-izradi stimulirali crteže za dekor, kostime i izgled pozornice (isto kao što je bilo i sa Sergejom Ejzenštejnom čiji ctreži djele snažne afinitete s Fellinijevim djelom).
Godine 1991., Fellinijev strip Put u Tulum preveden je na engleski od strane Stefana Gaudiana, te je izdan u časopisu Crisis s crtežima koje je napravio Milo Manara.
Godine 1992. Fellini je usko surađivao s kanadskim redateljem Damianom Pettigrewom, na zadnjem velikom intervjuu za projekt Ja sam rođeni lažljivac: Leksikon Federica Fellinija (2002.), koji je opisan kao maestrov "duhovni testament" od strane Fellinijevog biografa Tullia Kezicha.

## Utjecaj i ostavština
Kao jedinstvena kombinacija sjećanja, snova, fantazije i želje, Fellinijevi filmovi su duboke osobne vizije društva, često portretirajući ljude u njihovim najbizarnijim trenucima. Pojam "Felliniska" je korišten kako bi se opisala bilo koja scena u kojoj halucinirajuća slika ulazi u bilo koji običan događaj. Značajniji suvremeni redatelji kao što su David Lynch, Tim Burton, Pedro Almodóvar, Terry Gilliam i Emir Kusturica, su svi naveli kako je Fellini imao utjecaj na njihov rad.
Poljski redatelj, Wojciech Jerzy Has (1925. – 2000.), čija su dva značajnija filma, Manuskript iz Saragosse (1965.) i Satni sanatorij (1973.) izvrsni primjeri modernističke fantazije, je često uspoređivan s Fellinijem samo zbog čiste "luksoznosti slika". (Gilbert Guez u časopisu Le Figaro)
Pjevač Fish (ex Marillion) izdao je album "Fellini Days", za koji su mu inspiracija bili tektovi i glazba iz Fellinijevih filmova.

## Filmografija kao redatelj
- Luci del Varietà (1950.) (zajedno s Albertom Lattuadom)
- Bijeli šejk (1951.)
- Vitelloni (1953.)
- L'amore in città (1953.) (segment Un'agenzia matrimoniale)
- Ulica (1954.) Oscar (najbolji strani film)
- Il bidone (1955.)
- Cabirijine noći (1957.) Oscar (najbolji strani film)
- Slatki život (1960.) Oscar (najbolji kostimi)
- Boccaccio '70 (1962.) (segment Le tentazioni del Dottor Antonio)
- 8½ (1963.) Oscar (najbolji kositimi i najbolji strani film)
- Giulietta degli Spiriti (1965.)
- Histoires extraordinaires (1968.) (segment Toby Dammit)
- Satyricon (1969.)
- I clowns (1970.)
- Rim, otvoreni grad (1972.)
- Amarcord (1973.) Oscar (najbolji strani film)
- Fellinijev Casanova (1976.) Oscar (najbolji kostimi)
- Prova d'orchestra (1979.)
- Grad žena (1980.)
- I brod dalje plovi (1983.)
- Ginger i Fred (1986.)
- Intervista (1987.)
- La voce della luna (1990.)

## Vanjske poveznice
- Fellini's Foundation - službeni site
- IMDb profil
- Kratke recenzije  Arhivirana inačica izvorne stranice od 19. listopada 2006. (Wayback Machine)
- Fellinijev film Il Bidone  Arhivirana inačica izvorne stranice od 13. kolovoza 2010. (Wayback Machine)
- Fellinijeva djela
- Images Analiza Fellinija